# Las Novedades
Las Novedades fue un periódico editado en Madrid entre 1850 y 1872, fundado por Ángel Fernández de los Ríos. Fue el periódico líder en circulación en España entre 1854 y 1860.

## Historia
Fue fundado en 1850 por Ángel Fernández de los Ríos. El periódico, cuya primera edición apareció el 14 de diciembre de 1850 habría sido vendido en 1857 por Fernández de los Ríos a Nemesio Fernández Cuesta y Picatoste. Dejó de publicarse en 1872.

Según Augusto Martínez Olmedilla: 
Durante dieciocho años –de 1850 a 1868– Las Novedades se publicaron triunfalmente, difundiéndose por toda España y proclamando los méritos de su fundador, que con increíble dinamismo atendía a todos los aspectos del periódico...
Compartió su imprenta con la Revista del Movimiento Intelectual de Europa.

## Redactores y colaboradores
- Valeriano Fernández Ferraz (hasta enero de 1869)
- José Plácido Sansón (hasta enero de 1869)
- Benito Pérez Galdós (hasta enero de 1869)
- Manuel Ossorio y Bernard (entre 1869 y 1871)
- Luis Benítez de Lugo, marqués de la Florida (1870)
- Antonio Cánovas del Castillo[3][4]
- Vicente Barrantes[3][4]
- León Valentín Bustamante[3][4]

El 24 de enero de 1869, el editorial de El Imparcial anunció los nombres de un nuevo equipo de Las Novedades, incluyendo su nuevo director, Juan Ruiz del Cerro, tras la renuncia en bloque de sus antiguos colaboradores, como un «cambio completo de su redacción»: 
Hasta el 12 del corriente sus redactores fueron los Sres. D. Agustín de la Paz Bueso, D. Valeriano Fernández Ferraz, D. Benito Pérez Galdós, D. Víctor Feijóo, y D. Carlos Moreno López; pero no estando conformes sin duda con la resolución adoptada por nuestro colega en la cuestión dinástica, se separaron definitivamente de la redacción...